# Terra di mezzo (film)
Terra di mezzo è un film del 1996 scritto, diretto e prodotto da Matteo Garrone, articolato in tre episodi distinti, che racconta le storie di emarginazione di alcuni stranieri immigrati in Italia.
Il primo episodio, Silhouette, ha vinto il Sacher Festival di Nanni Moretti. Grazie a questo premio Garrone ha potuto produrre il terzo episodio, Self Service.

## Trama

### Silhouette
Viaggio nella giornata di alcune prostitute nigeriane nella periferia di Roma.

### Euglen & Gertian
Ragazzi albanesi offrono la propria manovalanza in nero e a basso costo sul ciglio delle strade fuori città.

### Self Service
Un uomo di origine egiziana lavora la notte come benzinaio abusivo a un distributore self-service.

## Colonna sonora
Dodi Moscati ha curato la scelta dei brani musicali presenti nel film:
- Mupepe, Locklat Africa, Mais qu'est-ce? e Take me Coco di Zap Mama nell'episodio Silhouette
- Qifti, Vare Vare, Nina Nana e The Nightingale di Silvana Licursi nell'episodio Self Service

## Riconoscimenti
- 1996 - Torino Film Festival
  - Premio Cipputi per il miglior film sul mondo del lavoro
  - Premio speciale della Giuria